# Stenoloba oculata
Stenoloba oculata är en fjärilsart som beskrevs av Max Wilhelm Karl Draudt 1950. Stenoloba oculata ingår i släktet Stenoloba och familjen nattflyn. Inga underarter finns listade i Catalogue of Life.